# El llop dins del tancat
"El llop dins del tancat" (títol original en anglès "Wolf in the Fold") és el catorzè episodi de la segona temporada de la sèrie de televisió de ciència-ficció estatunidenca Star Trek. Escrit per Robert Bloch i dirigit per Joseph Pevney, es va emetre per primera vegada el 22 de desembre de 1967.
A l'episodi, una sèrie d'horribles assassinats de dones, en un món on aquestes coses no passen mai, apunta a Montgomery Scott com el principal sospitós.

## Argument
El capità Kirk, l'oficial mèdic en cap Dr. McCoy i l'enginyer en cap Montgomery Scott de la nau estel·lar USS Enterprise de la Federació gaudeixen d'un permís a terra terapèutic en una discoteca del planeta Argelius II. El Sr. Scott ("Scotty") es presenta a Kara, una ballarina del club, i se'n va amb ella. Mentre Kirk i McCoy es dirigeixen a través d'una boira del vespre cap a un altre club privat, senten un crit i troben la ballarina morta a terra amb Scotty dret contra una paret propera, agafant un ganivet sagnant.
Scott és detingut i interrogat pel Sr. Hengist, un administrador de Rigel IV i cap de les operacions policials d'Argelius. Jaris, el prefecte del planeta, apareix i demana a la seva dona, Sybo, que utilitzi el contacte empàtic d'Argel per determinar la veritat. Mentre es prepara per al ritual, la tinent Karen Tracy, una metgessa especialista a l'"Enterprise", es transporta amb un psicotricorder, entrevista a Scott i és assassinada. L'evidència torna a apuntar a Scott.
Sybo continua amb el ritual de contacte empàtic. Els participants s'agafen de la mà com en una sessió, i Sybo comença a parlar d'un "mal monstruós i terrible", "una fam que mai mor", que s'ha anomenat "Kesla", "Beratis", "Redjac". " El foc de l'altar s'apaga i Sybo crida. Quan s'encenen els llums, en Scott agafa el cadàver de Sybo.
El prefecte, davant les objeccions de Hengist, accepta continuar la investigació a bord de l' Enterprise. Tant Scott com el promès de Kara, Morla, són interrogats sota "escaneig de precisió" per l'ordinador, que confirma el testimoni d'ambdós. Scott també parla d'una presència freda i malvada durant la cerimònia de Sybo, i l'ordinador torna a verificar l'exactitud de la declaració.
Kirk consulta a l'ordinador els noms pronunciats per Sybo, inclòs "Redjac". L'ordinador respon amb "Red Jack", un nom donat a l'assassí en sèrie més conegut com a Jack l'Esbudellador. Això, i l'esment de Sybo d'una "fam que mai mor", suggereix a Kirk que podria estar implicada una entitat immortal i no corporal. Es troba que "Beratis" és el nom d'un assassí en sèrie a Rigel IV. La sospita recau sobre Hengist, sobretot perquè l'arma homicida es va fer sobre Rigel IV. Hengist intenta fugir, però Kirk el colpeja i sembla que el mata. Aleshores s'escolten rialles maníaques des de l'ordinador. Pel que sembla, l'entitat ha saltat del cos d'Hengist a l'ordinador, des del qual pot controlar la nau.
L'entitat comença a amenaçar la tripulació per generar la por de la qual s'alimenta. Kirk ordena al doctor McCoy que administri tranquil·litzants d'acció ràpida a tothom, i Spock lliga l'ordinador ordenant-li que calculi el valor del nombre π fins a l'últim decimal. Després d'intentar posseir en Jaris, l'entitat torna al cos de Hengist, que es tranquil·litza immediatament. Kirk porta a Hengist a la Sala del Transport, on és enviat a l'espai amb la "màxima dispersió". Spock assenyala que l'entitat només sobreviurà com a fragments separats d'energia abans de morir. Aleshores suggereix que la tripulació tranquil·la reprengui el seu permís de terra.

## Doblatge al català
L’episodi va ser doblada al català pels estudis Tecni-3 (primera part) i Diálogo (segona part) i emés a TV3 l’any 1989.
| Personatge                | Actor/actriu     | Veu en català                      |
| ------------------------- | ---------------- | ---------------------------------- |
| James T. Kirk             | William Shatner  | Jordi Boixaderas                   |
| Spock                     | Leonard Nimoy    | Isidre Sola i Llop                 |
| Leonard McCoy             | DeForest Kelley  | Eduard Lluís Muntada               |
| Montgomery Scott 'Scotty' | James Doohan     | Joan Carles Gustems Domènec Farell |
| Nyota Uhura               | Nichelle Nichols | Glòria Roig Azucena Díaz           |
| Hikaru Sulu               | George Takei     | Jaume Nadal Enric Cusí             |
| Pavel Chekov              | Walter Koenig    | Quim Roca Pep Madern               |
| Veu de l’ordinador        | Majel Barrett    | Ana Maria Mauri Rosa Gavin         |
| Hengist                   | John Fiedler     | Joaquim Cardona                    |
| Jaris                     | Charles Macaulay | Ramon Puig                         |
| Sybo                      | Pilar Seurat     | Marta Molins                       |
| Morla                     | Charles Dierkop  | Marta Molins                       |
| Tark                      | Joseph Bernard   | Enric Arquimbau                    |
| Tinent Kyle               | John Winston     | Jordi Vilaseca                     |
| Tinent Leslie             | Eddie Paskey     | Enric Isasi-Isasmendi              |

## Recepció
Zack Handlen de The A.V Club va comentar que "les dones són tractades com una espècie completament diferent". Un punt de denúncia reiterat és l'infame observació de Spock que "les dones s'espanten més fàcilment i més profundament, generant més pura horror que el mascle de l'espècie."
En escriure el 2010, Torie Atkinson es va oposar a la sol·licitud de Kirk d'un "psico-tricorder", que, segons McCoy, "ens donarà un relat detallat de tot el que li ha passat al senyor Scott en les últimes vint-i-quatre hores". Atkinson va escriure: "De debò? Durant tot aquest temps han tingut una peça de tecnologia que llegeix i enregistra records, i han estat utilitzant aquestes "corts marcials" arcaiques?" [sic] Per què investigar alguna cosa? Aquest és fàcilment l'invent més ridícul de la setmana que Star Trek ha llançat fins ara". Tanmateix, va afegir que "és agradable veure a Scotty al davant i al centre, i el seu terror abjecte pel que li passa i plorar per sentir-se impotent i perillós era commovedor". També "li va agradar l'humor... hi ha moltes bones paraules (especialment la línia de McCoy sobre tenir drogues que podrien tranquil·litzar un volcà actiu)", així com "la idea d'un misteri d'assassinat a l’Univers de Star Trek."
A Eugene Myers també "va agradar la idea d'un misteri d'assassinat clàssic amb personatges de Star Trek, completat amb un assassinat d'una habitació tancada on els llums s'apaguen i algú crida". Myers va escriure una ressenya negativa, tot i que va admirar alguns detalls, com ara "els llums de taula solien mostrar agraïment per una bona actuació, un detall interessant d'una cultura alienígena que lamentablement va faltar durant la resta de l'episodi" i "la breu mirada" als carrers boirosos d'Argel (a propòsit evocador de Whitechapel?)." Va concloure que "aquest episodi sembla com si algú hi hagi agafat una altra trama i s'hi va incorporar personatges de Star Trek, que és més o menys el que va passar."
El ressenyador Jeff Bond es va mostrar molt satisfet amb l'episodi:
| « | "El llop dins del tancat" de Robert Bloch és típic tant de les contribucions de l'escriptor de terror a la sèrie (també va escriure De què són fetes les nenes petites? i Gat amagat) i de la segona temporada del programa, en el segon any Trek sovint va presentar algunes trames força fosques i estranyes, però les va sacsejar amb humor... Tots els guions de Star Trek de Bloch van llançar tropes de terror clàssics al territori desconegut de la ciència-ficció d'una manera intel·ligent... i tots tres es beneficien de l'esgarrifosa l'emoció dels temes clàssics de terror introduïts a l'entorn de ciència-ficció de Trek." | » |

Bond afegeix,
| « | Si teniu previst presentar la vostra xicota feminista a Star Trek, pot ser que "El llop dins del tancat" no sigui el millor episodi inicial; és equivalent a una slasher on les dones es presenten gairebé exclusivament com a víctimes d'un monstre assetjador... Això s'agreuja amb la broma final de l'episodi en què la tripulació de comandament de gossos afamats de l'"Enterprise" està ansiosa per deixar enrere els brutals assassinats d'unes quantes dones ciutadanes i membres de la tripulació. retrocedint a Argelius... És ofensiu en retrospectiva, però "El llop dins del tancat" al meu parer compensa una multitud de pecats quan es desvia cap al territori de la comèdia negra al final de l'episodi... Hengist és un excel·lent paper... La estranya idea de drogar a tota la tripulació per mantenir l'entitat Redjack inofensiva mou realment la història en una direcció inesperada i evoca el que al meu parer sempre ha estat la frase més divertida mai pronunciada a l'original Star Trek: que arriba quan Kirk li pregunta a McCoy què faria l'entitat si entrés en un cos tranquil·litzat, a la qual cosa McCoy respon: "Bé, potser costarà començar a teixir, però res més perjudicial que això." | » |

Melissa N. Hayes-Gehrke de la Universitat de Maryland va assenyalar: "Una conversa entre Kirk i Spock ens informa per primera vegada que quan els membres de la Flota Estel·lar estan en un planeta, estan subjectes a les lleis d'aquest planeta. Aquest és un desenvolupament molt interessant, amb repercussions a tota la sèrie Star Trek". També va escriure: "Aquest episodi mostra la lleialtat de Kirk als seus tripulants, així com la sinergia de Kirk i Spock mentre es dedica a especulacions completament aleatòries.".
Zach Handlen va descartar la major part de la història perquè no "havia tingut prou esborranys", dient que "té la seva pròpia idea forta; però el que és tan estrany és com aquesta idea no apareix fins als darrers deu minuts de l'episodi". Va considerar que la secció més forta era quan Redjac envaeix l'ordinador: "És clar, l'ordinador Enterprise s'ha enganxat abans, però escoltant una veu incorpòria cridant per la teva mort és molt esgarrifós; com és la visió de l'infern (o boira de colors) que tenim a les pantalles de l'ordinador... Hi ha alguns fragments intel·ligents que surten de tractar amb una nau posseïda."
El 2014, Charlie Jane Anders a io9 va classificar "El llop dins del tancat" com el 76è millor episodi de Star Trek en una llista dels 100 millors episodis de Star Trek.
El 2017, Heroes & Icons va assenyalar que aquest episodi presentava contingut aterridor de Star Trek, i va assenyalar que es relaciona amb la història de Jack l'Esbudellador.